# The Secret Service (комикс)
«Секретная служба» (англ. The Secret Service) — серия комиксов о приключениях агентов Кингсмана, вымышленной секретной организации, вышедшая в 2012 году. Позже в 2017 и 2018 годах вышло два продолжения: «Kingsman: The Big Exit» и «Kingsman: The Red Diamond». Серия была переименована после выхода в прокат экранизации «Секретной службы». Серия была создана Марком Милларом и Дэйвом Гиббонсом. Также в данной серии имеются элементы из другой серии комиксов Марка Миллара. Серия комиксов продержалась в продаже три года.

## Краткий сюжет
Гэри «Галахада» Анвина завербовывает его дядя, Джек Лондон, для работы в Британской секретной организации Kingsman. Галахады проводят обширный трехгодичный учебный курс, выполняя различные убийства. После многочисленных тренировок некоторые ученики погибают, а некоторые выживают и возвращаются домой, а участвовать новым секретным агентом в Kingsman будет лишь один. Напарником Гэри становится другой Галахад — Гарри Харт, изучая серию преступлений, совершенных доктором Джеймсом Арнольдом, очень богатого торговца сотовыми телефонами, который планирует использовать спутниковый сигнал, чтобы заставить бедных людей убивать друг друга, чтобы решить проблему перенаселения.

## Экранизация
29 января 2015 года Мэттью Вон на основе комикса выпустил одноимённый фильм. 21 сентября 2017 года вышло альтернативное продолжение. 22 декабря 2021 года вышел приквел.

## Продолжения
Отдельное продолжение «Секретной службы» под названием «Kingsman: The Big Exit» было опубликовано в выпуске «Playboy Magazine» от сентября до октября 2017 года в сотрудничестве с Робом Уильямсом и Озгура Йилдирима. Спустя короткое время после Brexit, «The Big Exit» следует за Галахадом, поскольку ему поручено защищать спорный «взнос за развод» при его поездке в Брюссель, состоящий из 100 миллиардов фунтов стерлингов из сплошных золотых слитков, от группы террористов-брекситов «Союзников», замаскированных под французских активистов, чтобы украсть золото из Великобритании.
Второй том «Kingsman» с подзаголовком «The Red Diamond», был выпущен через Image Comics в сентябре 2017 года, проходящий в течение одной недели.